# Rushmere
Rushmere é uma Região censo-designada localizada no estado norte-americano de Virginia, no Condado de Isle of Wight.

## Demografia
Segundo o censo norte-americano de 2000, a sua população era de 1083 habitantes.

## Geografia
De acordo com o United States Census Bureau tem uma área de
22,0 km², dos quais 21,6 km² cobertos por terra e 0,4 km² cobertos por água.

## Localidades na vizinhança
O diagrama seguinte representa as localidades num raio de 24 km ao redor de Rushmere.